# دی‌متیل‌آنیلین
دی‌متیل‌آنیلین (به انگلیسی: Dimethylaniline) یک ترکیب شیمیایی با شناسه پاب‌کم ۹۴۹ است. شکل ظاهری این ترکیب، مایع بی‌رنگ است.